# Vauban (Fryburg Bryzgowijski)
Dzielnica Vauban [voˈbɑ̃ː] – najnowsza dzielnica Fryburga Bryzgowijskiego, leżąca w jego południowej części (na granicy z gminą Merzhausen), ok. 3 km od centrum miasta. Jej najbliższe sąsiedztwo na płd.-zach. to podnóża, objętego częściowo prawami ochrony przyrody i krajobrazu, masywu Schönbergu i wylot Hexental. Powstawała w decydującej mierze w oparciu o inicjatywy obywatelskie i zaangażowanie społeczne, pozostając częściowo samorządną częścią miasta. Zabudowa i infrastruktura wykorzystują energooszczędne i przyjazne środowisku technologie. Uważana jest, pomimo znacznej gęstości zaludnienia (pod koniec 2020 r. było to 128 osób na 1 ha obszaru pod zabudową), za jedną z najnowocześniejszych dzielnic miejskich na terenie Niemiec. Do 31 grudnia 2007 r. większa część Vauban należała fryburskiego dystryktu St. Georgen-Süd, natomiast leżąca na wschód od Merzhauser Straße część Solarsiedlung należała do Unterwiehre-Süd. Od 1 stycznia 2008 r. scalona Vauban funkcjonuje jako odrębna dzielnica Fryburga, pod względem powierzchni – najmniejsza. Na obszarze 41 ha największą cześć, 19 ha, zajmują osiedla mieszkaniowe, powierzchnie przeznaczone dla ruchu drogowego, rowerowego i innych środków transportu to 9 ha, na tereny publiczne oddano 2 ha, a na tereny o mieszanym przeznaczeniu 3 ha, powierzchnie handlowe zajmują 2 ha, a różne formy terenów zieleni to 6 ha.

## Historia
Nową dzielnicę zbudowano na dawnym terenie wojskowym. W 1937 r. na Feldmatten, leżących w obrębie winiarskiej miejscowości St. Georgen, stanęły koszary Wehrmachtu, które nazwano Schlageter-Kaserne na cześć bojówkarza Alberta Leo Schlagetera, kreowanego przez nacjonalistów na bohatera narodowego. W 1938 r. cały teren St. Georgen przyłączono do Fryburga. Wraz z wkroczeniem 21 kwietnia 1945 r. zwycięskich wojsk francuskich do miasta, Fryburg wraz z częścią Bryzgowii znalazł się we francuskiej strefie okupacyjnej. Teren wojskowy przejęła armia francuska i dalej wykorzystywała jako koszary. Na cześć francuskiego architekta i inżyniera wojskowego Sébastiena Le Prestre de Vaubana nazwano je Quartier Vauban. On sam odcisnął piętno na zabudowie Fryburga w okresie 1679-1697, kiedy miasto było pod panowaniem francuskim, rozbudowując umocnienia na wzgórzu nad miastem w typową dla tamtego okresu twierdzę gwiazdę. W wyniku postanowień Traktatu Dwa Plus Cztery nastąpiło zjednoczenie Niemiec, a w sierpniu 1992 r. francuski kontyngent wojskowy ostatecznie wycofał się z Bryzgowii.
Do czasu podjęcia decyzji co do przyszłości tej części Fryburga – obszar dawnych koszar, Quartier Vauban, zajmował powierzchnię 38 ha – przyjmowano w zakresie wykorzystania budynków koszarowych następujące tymczasowe rozwiązania: kwaterowanie uchodźców z rujnowanej wojną domową Bośni i Hercegowiny, schronisko dla bezdomnych prowadzone przez Armię Zbawienia, ośrodek dla osób ubiegających się o azyl, przez pewiem czas jeden z domów wynajmowało stowarzyszenie osób niesłyszących. Krótko dzierżawiono prywatnie także należące niegdyś do koszar stajnie przy Adina-Flemmich-Straße, ale dzierżawcy, należący do raczej nobliwych i bogatych kręgów społecznych, czuli się nieswojo w alternatywnej atmosferze ówczesnego Vauban.

Ponieważ sama substancja budynków pod względem technicznym, budowlanym i ekologicznym nie budziła zastrzeżeń, proponowano, by zamiast kosztownej rozbiórki lub wyburzenia, wykorzystywać je po dokonaniu jedynie koniecznej przebudowy na obiekty mieszkalne. W sierpniu 1990 r. tę ideę podjęła kilkuosobowa grupa entuzjastów, którzy w parę miesięcy opracowali projekt przebudowy budynków koszarowych i nowego wykorzystania ich na mieszkania studenckie i socjalne – tym samym wyłoniła się inicjatywa, której efektem było powstanie na przełomie 1991/92 stowarzyszenia (Verein) SUSI e.V., czyli Selbstorganisierte, unabhängige Siedlungsinitiative. Ze względu na skomplikowaną sytuację własnościową nieruchomości nastąpiły jednak opóźnienia w remoncie i ponownym zagospodarowaniu terenu. W 1994 r. w jednym z nielegalnie zamieszkałych domów, pustostanów na terenie koszarów, powstał alternatywny ośrodek kultury pod nazwą KTS – „Kulturtreff in Selbstverwaltung”. Z czasem nazwę Vauban zaczęto odnosić do planowanej dzielnicy mieszkaniowej. 22 grudnia 1994 r. założono Forum Vauban – stowarzyszenie z prywatnym kapitałem założycielskim wynoszącym 98 000 DM, którego celem było rozpracowanie koncepcji budowy ekologicznego osiedla mieszkaniowego. 

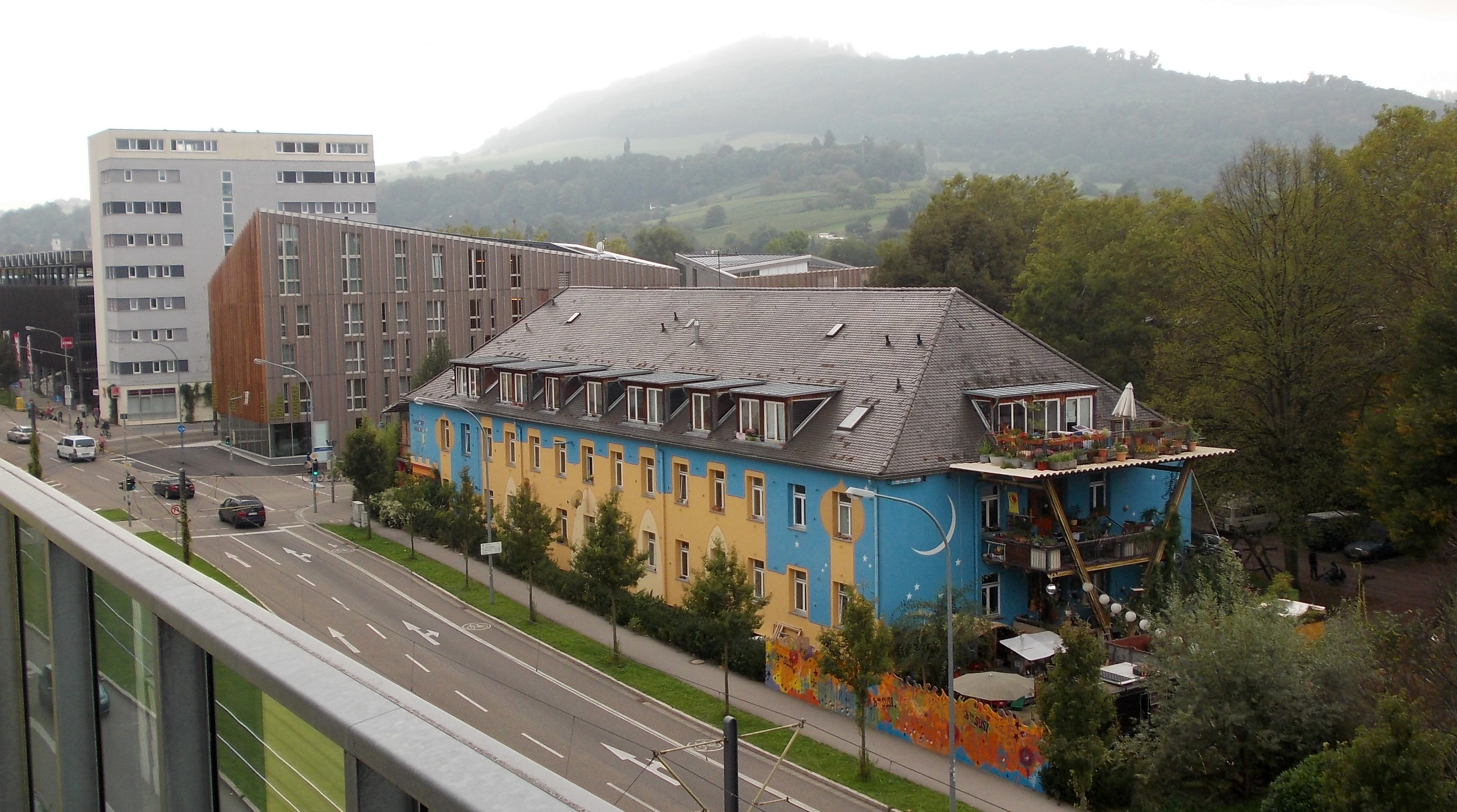
Projekt mieszkaniowy S.U.S.I. – przebudowany przez mieszkańców budynek dawnych koszar

Prognozy z lat 90. odnośnie nowej dzielnicy przewidywały lokalizację w niej 6000 mieszkańców i 600 miejsc pracy. Miasto Fryburg wykupiło od państwa (od Bundesvermögensamt, obecnie BImA – Federalna Agencja Nieruchomości) cały teren za ok. 18 milionów euro. Budowę pierwszych nowych domów rozpoczęto w kwietniu 1998 r. po wyburzeniu większości budynków koszarowych. Nowe osiedle liczyło 1 lipca 2006 r. 4100 mieszkańców, na koniec 2008 r. prawie 5000, a na koniec 2013 roku 5631. W grudniu 2020 w Vauban mieszkało 5267 mieszkańców, przy średniej wieku 36,6 lat.
Koncepcję Vauban jako wzorowej dzielnicy miejskiej, funkcjonującej według zasad zrównoważonej gospodarki, zaprezentowano na światowej wystawie Expo 2010 w Szanghaju w sekcji Urban Best Practices na stoisku wystawienniczym Fryburga.
Przez parę lat toczył się spór między samorządem dzielnicy Vauban a fryburskim urzędem nadzoru budowlanego na temat kształtu frontowej (wjazdowej) strefy dzielnicy. W kwietniu 2010 r. ogłoszono, że teren zajmowany wciąż przez niewielką społeczność mieszkającą w przyczepach i wagonach, ma zostać opróżniony i najpóźniej do początku 2012 r. mają na nim stanąć dwa cztero- lub pięciopiętrowe budynki. W 2011 r. wagonowy kolektyw Kommando Rhino rozwiązał się. Po uprzątnięciu terenu w sierpniu 2011 r. rozpoczęto prace budowlane. W 2013 r. ukończono budowę budynku M1 według projektu berlińskiej pracowni Barkow Leibinger Architekten; jedną jego część zajął Green City Hotel Vauban (pierwszy we Fryburgu tzw. hotel integracyjny, czyli dający zatrudnienie osobom niepełnosprawnym), a drugą budynek mieszkalno-handlowy z wysokiej klasy wyposażeniem. Ukończona na początku 2017 r. zabudowa dzielnicy V8 na rogu Wiesentalstrasse i Merzhauser Strasse wypełniła ostatnią dostępną w Vauban lukę budowlaną.

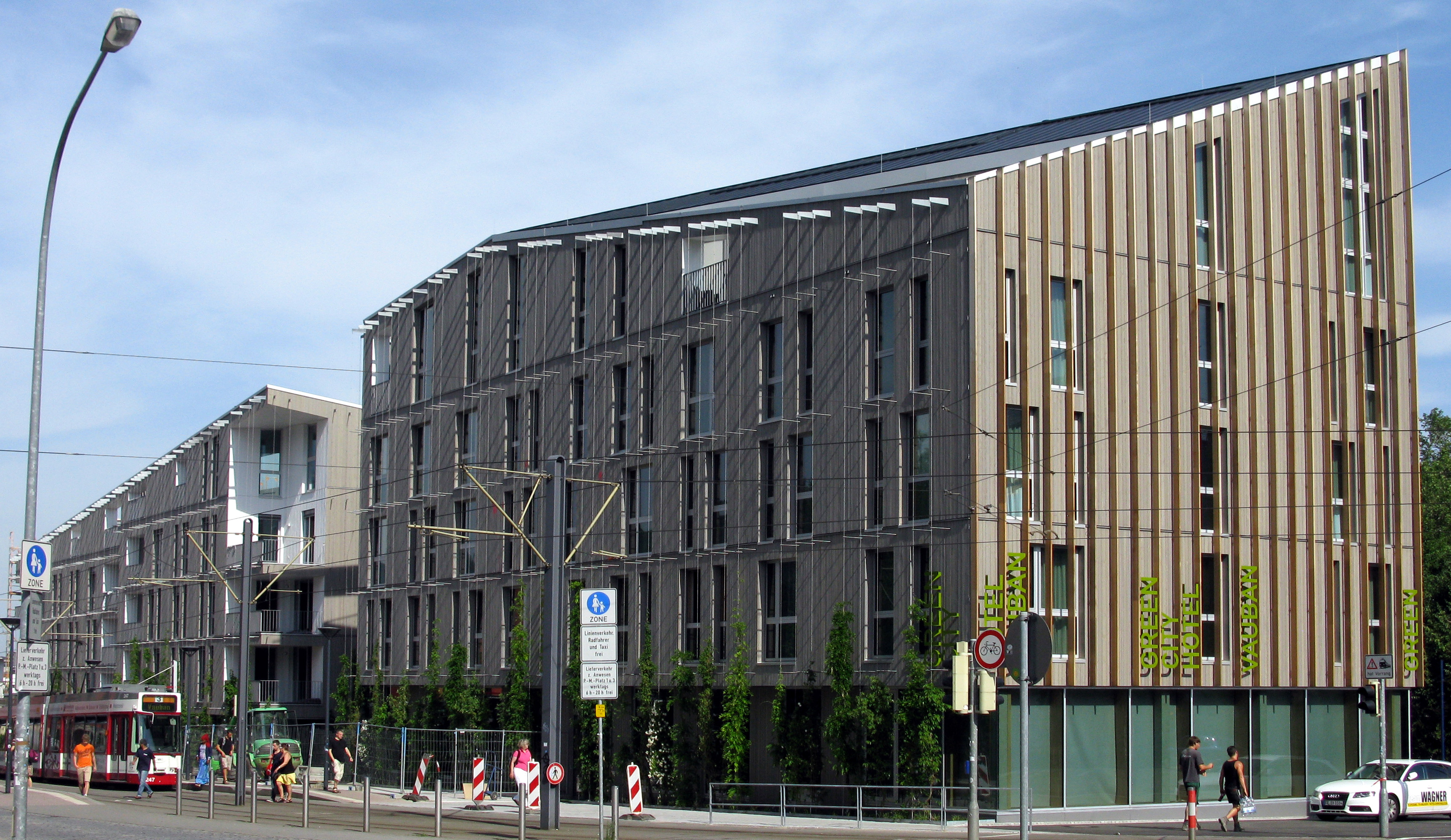
Green City Hotel Vauban (po prawej)

## Zabudowa

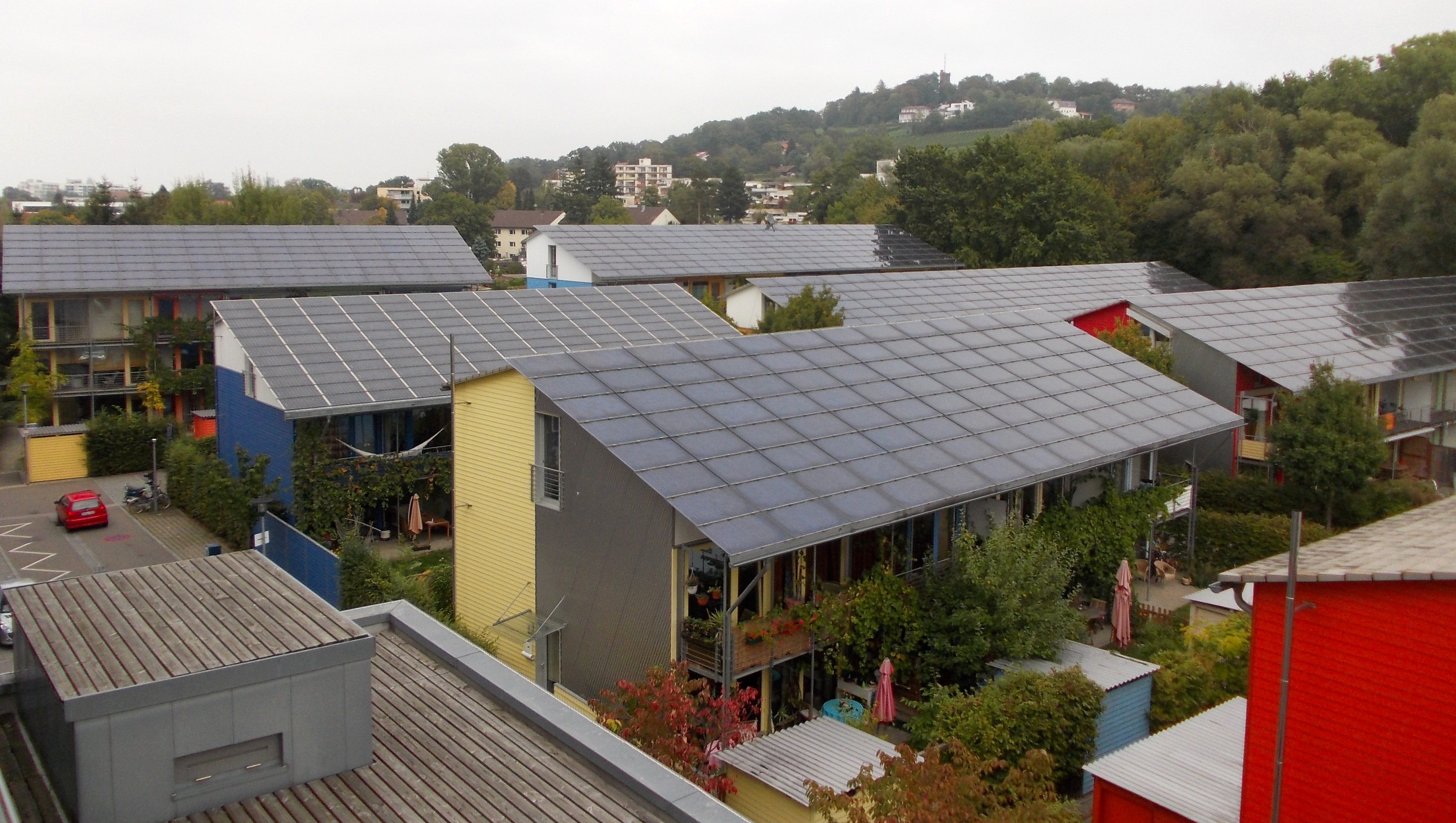
Domy plusenergetyczne w części o nazwie Solarsiedlung

Wszystkie budynki są co najmniej zgodne z fryburskim standardem domów niskoenergetycznych, przy czym około sto z nich w Solarsiedlung to domy plusenergetyczne, czyli takie, które w ciągu roku wytwarzają więcej energii, niż zużywają. Istnieje kilka domów pasywnych, w tym pierwszy w Niemczech apartamentowiec wykorzystujący konstrukcję domu pasywnego. Część domów wyposażona jest w toalety próżniowe i ekologiczną technologię oczyszczania ścieków (ecosan – ekologiczna sanitacja). Stosunkowo wysoka gęstość zaludnienia (12 500 osób/km²) jest porównywalna z zagęszczeniem mieszkańców dzielnic śródmiejskich w wielu dużych miastach niemieckich.
Teren Vauban graniczy z obszarem chronionym, gdzie potok Dorfbach i starodrzew tworzą biotop dla wielu rzadkich zwierząt. Ze względu na wcześniejsze użytkowanie terenu do celów wojskowych, wody gruntowe są zanieczyszczone, szczególnie węglowodorami. Kierowane do zbudowanej w tym celu instalacji są oczyszczane i przewiduje się, że w 2026 r. ich stan nie powinien budzić zastrzeżeń.

## Mieszkańcy
Bardzo wielu mieszkańców Vauban to rodziny, których członkowie zorganizowali się w grupy budowlane, by wspólnym wysiłkiem, przy własnym nakładzie pracy i niewielkich kosztach zbudować sobie mieszkania. Przykładem takiej grupy jest Genova – spółdzielczy projekt budowlano-mieszkaniowy. Około jedna trzecia mieszkańców dzielnicy to osoby poniżej 18 roku życia, wśród których odsetek dzieci jest bardzo wysoki. Dzięki temu Vauban, wraz z inną dużą nową częścią Fryburga Rieselfeld, należy do dzielnic o największej liczbą dzieci. W przebudowanych i powiększonych budynkach dawnych koszar znajduje się duża liczba kwater dla studentów, którymi zarządza regionalna organizacja pomocy studentom Studierendenwerk Freiburg.

| Dane wg kluczowej daty 31 XX 2020: | gęstość zaludnienia – ilość osób na m² terenu mieszkaniowego | % jednoosobowych gospodarstw domowych | % gospodarstw domowych z dziećmi poniżej lat 18 | średnia wieku mieszkańców | % osób powyżej lat 65 | % obcokrajowców | powierzchnia mieszkalna w m² na osobę | % mieszkań własnościowych | średni czynsz (bez mediów) €/m² | % bezrobotnych |
| dzielnica Vauban                   | 127,6                                                        | 45                                    | 24,6                                            | 36,1                      | 8,5                   | 11,2            | 36,1                                  | 34,5                      | 8,4                             | 2,5            |
| Fryburg Bryzgowijski               | 15,5                                                         | 54,8                                  | 16,8                                            | 40,8                      | 24,7                  | 16,9            | 39,5                                  | 22,4                      | 10                              | 4,5            |

| Wybory do Bundestagu i Landtagu w 2021 i gminnych w 2019, procent głosów oddanych na poniższe partie polityczne: |                                          |                                          |                                                  |                                  |           |                             |
| | Partia Zielonych (Bündnis 90/Die Grünen) | Socjaldemokratyczna Partia Niemiec (SPD) | Unia Chrześcijańsko- Demokratyczna Niemiec (CDU) | Wolna Partia Demokratyczna (FDP) | Die Linke | Alternatywa dla Niemiec AfD |
| dzielnica Vauban                                                                                                 | 46                                       | 10,7                                     | 3,5                                              | 2,8                              | 18,2      | 1,2                         |
| Fryburg Bryzgowijski                                                                                             | 34,8                                     | 15,3                                     | 12,7                                             | 6,3                              | 10,3      | 4,2                         |
| Badenia-Wirtembergia (bez wyborów gminnych)                                                                      | 24,9                                     | 16,3                                     | 24,4                                             | 12,9                             | 3,45      | 9,65                        |
| Niemcy (wybory do Bundestagu)                                                                                    | 14,8                                     | 25,7                                     | 18,9                                             | 11,5                             | 4,9       | 10,3                        |

## Infrastruktura

### Szkoła podstawowa
- Szkoła podstawowa im. Karoline Kaspar, już wkrótce po otwarciu w 1999 r., okazała się ze względu na dużą liczbę dzieci niewystarczająca i konieczna była jej rozbudowa. Program pedagogiczny szkoły nawiązuje do filozofii Janusza Korczaka[31].

### Sklepy
Na terenie Vauban znajdują się m.in. trzy piekarnie, dwa sklepy z odzieżą dziecięcą, księgarnia, lodziarnia, dwa sklepy ze zdrową żywnością, supermarket, drogeria, kwiaciarnia, sklep rowerowy z warsztatem, sklep komputerowy, dwóch stolarzy, szewc i apteka. W środowe popołudnia na Alfred-Döblin-Platz odbywa się targ.

### Straż pożarna
Mieszkańcy Vauban mogą wstąpić do ochotniczej straży pożarnej w jej fryburskim oddziale Unterstadt. Przez wiele lat siedzibą tego oddziału był jeden z budynków dawnych koszar w centrum Vauban. Obecnie jednostka ta znajduje się w odnowionej i rozbudowanej remizie przy Eschholzstraße.

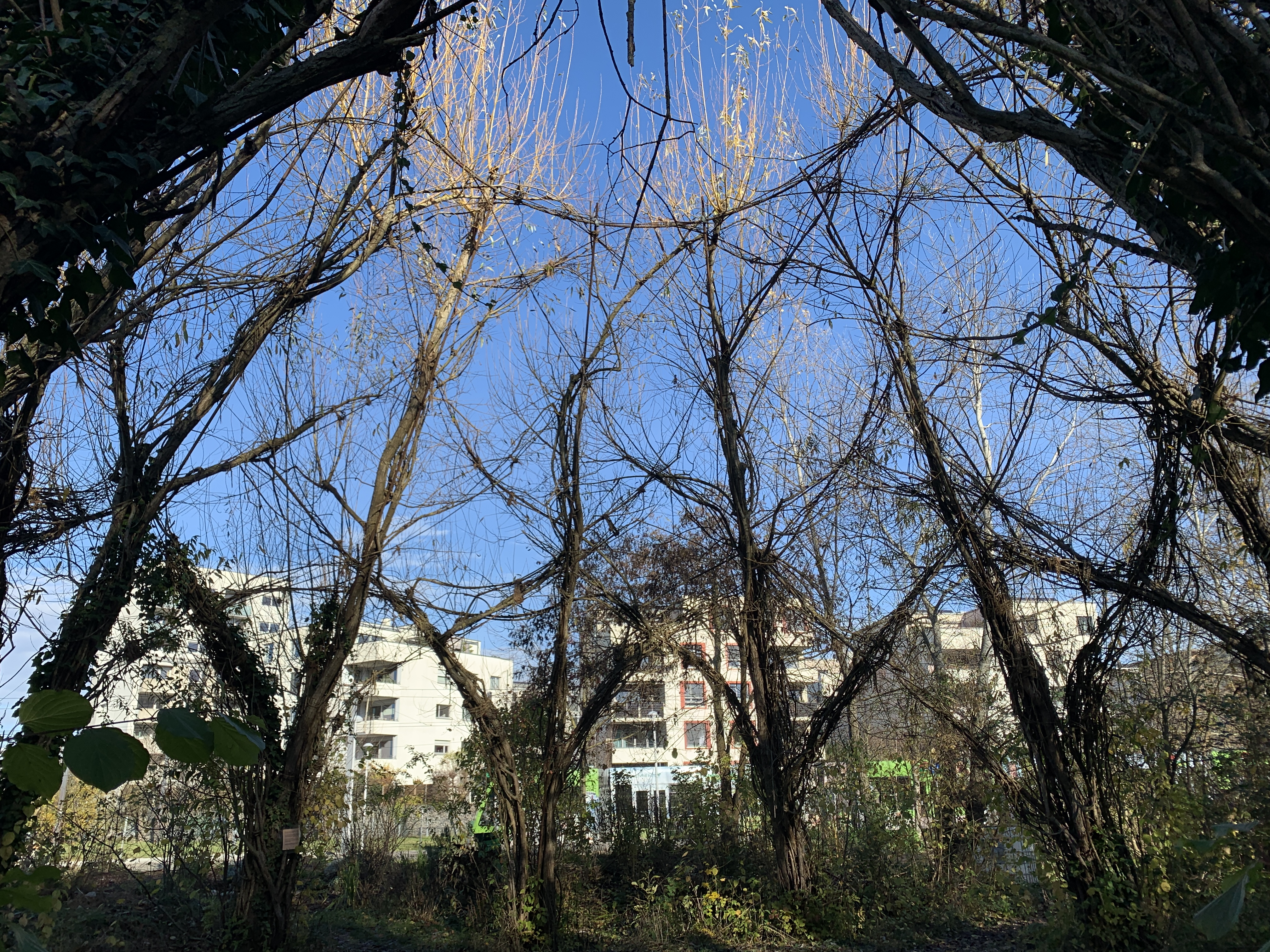
Żywa „kopuła wierzbowa” w pobliżu pętli tramwajowej

### Tereny zieleni

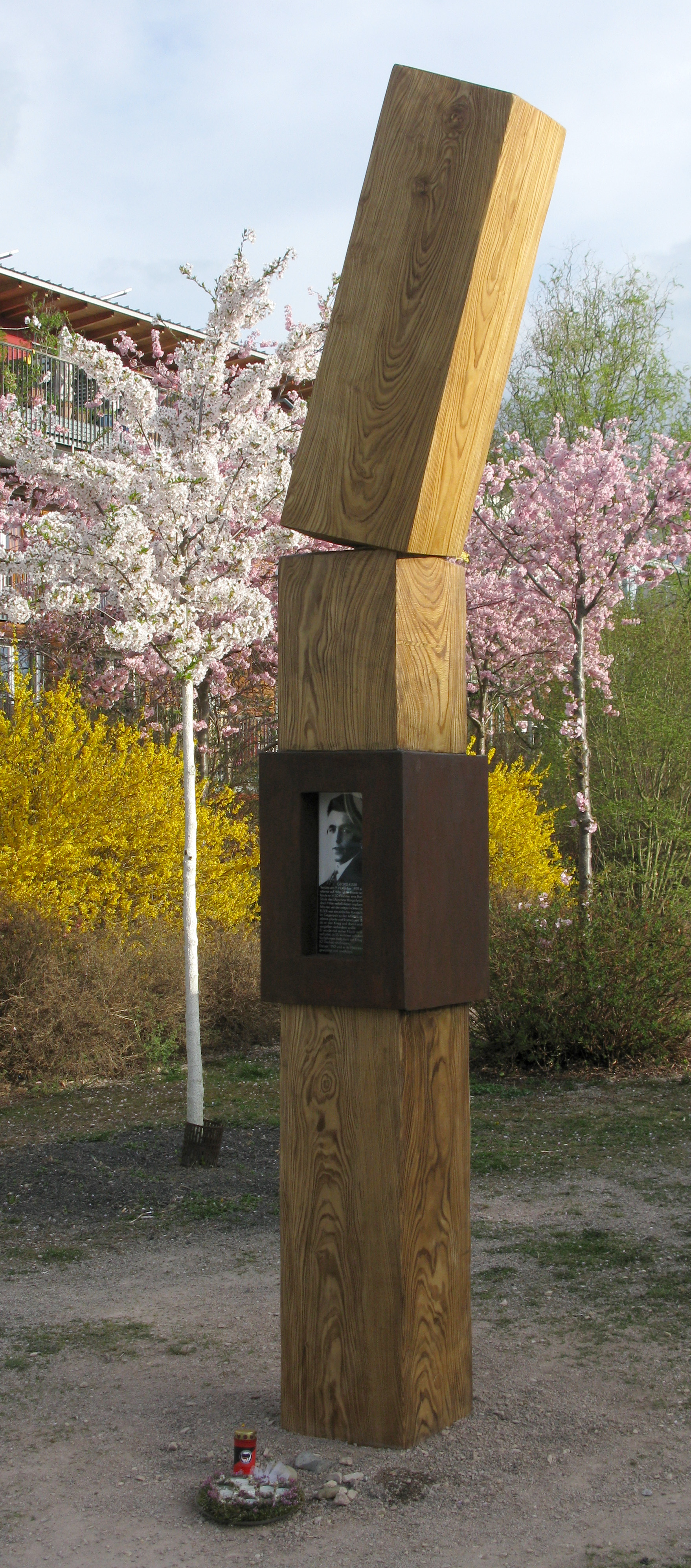
Pomnik pamięci Georga Elsera

Przy pracy nad planowaniem terenów zieleni w Vauban zaangażowani byli zarówno specjaliści od architektury krajobrazu, jak i mieszkańcy dzielnicy. W rezultacie powstały na osi północ-południe trzy strefy parkowe o łącznej powierzchni ok. 6 hektarów. Każda z nich łączy się z naturalnym pasem zieleni wzdłuż potoku Dorfbach, płynącego z Merzhausen przez Vauban w stronę St. Georgen. W obrębie nowo powstałych terenów zieleni położone są place zabaw dla dzieci starszych i młodszych, a także samodzielnie prowadzona piekarnia. Chłodne wiatry wiejące od strony leżącego na płd.-zach. Schönbergu (644 m n.p.m.) zapewniają dobrą wentylację dzielnicy. Z wcześniej tu rosnącego drzewostanu zachowano dużą ilość egzemplarzy, np. lipy, klony, platany czy buki, a niektóre z nich liczą ponad 60 lat, jak te wzdłuż ulicy Vaubanallee. W pobliżu pętli tramwajowej, przy ogrodzie społecznościowym, powstał obiekt nazywany Weidendom lub Weidenpalast – rząd posadzonych wokół okręgu wierzb, których gałęzie poprowadzone wzdłuż metalowych stelaży urosną w kształt „wierzbowej kopuły”. W 2013 r. zrzeszenie niemieckich architektów krajobrazu Bund Deutscher Landschaftsarchtiekten zaliczyło tereny zielone dzielnicy Vauban do stu miejsc w Niemczech wybitnych pod względem architektury zieleni.
W 2004 roku na skwerze niedaleko ulicy Georg-Elser-Straße postawiono patronowi ulicy – autorowi zamachu na Hitlera w 1939 r. – pomnik, który w 2013 r. musiał zostać rozebrany ze względu na spróchniałe topolowe drewno, z którego był zrobiony. W 2015 r. postawiono w tym miejscu stelę wykonaną z drewna robinii i żelaza.

### Tablice informacyjne
W listopadzie 2014 r. ustawiono trzy tablice informacyjne dotyczące dzielnicy: przy placach Paula-Modersohn-Platz i Alfred-Döblin-Platz oraz przy końcowym przystanku tramwajowym na Innsbrucker Straße.

### Zaangażowanie mieszkańców

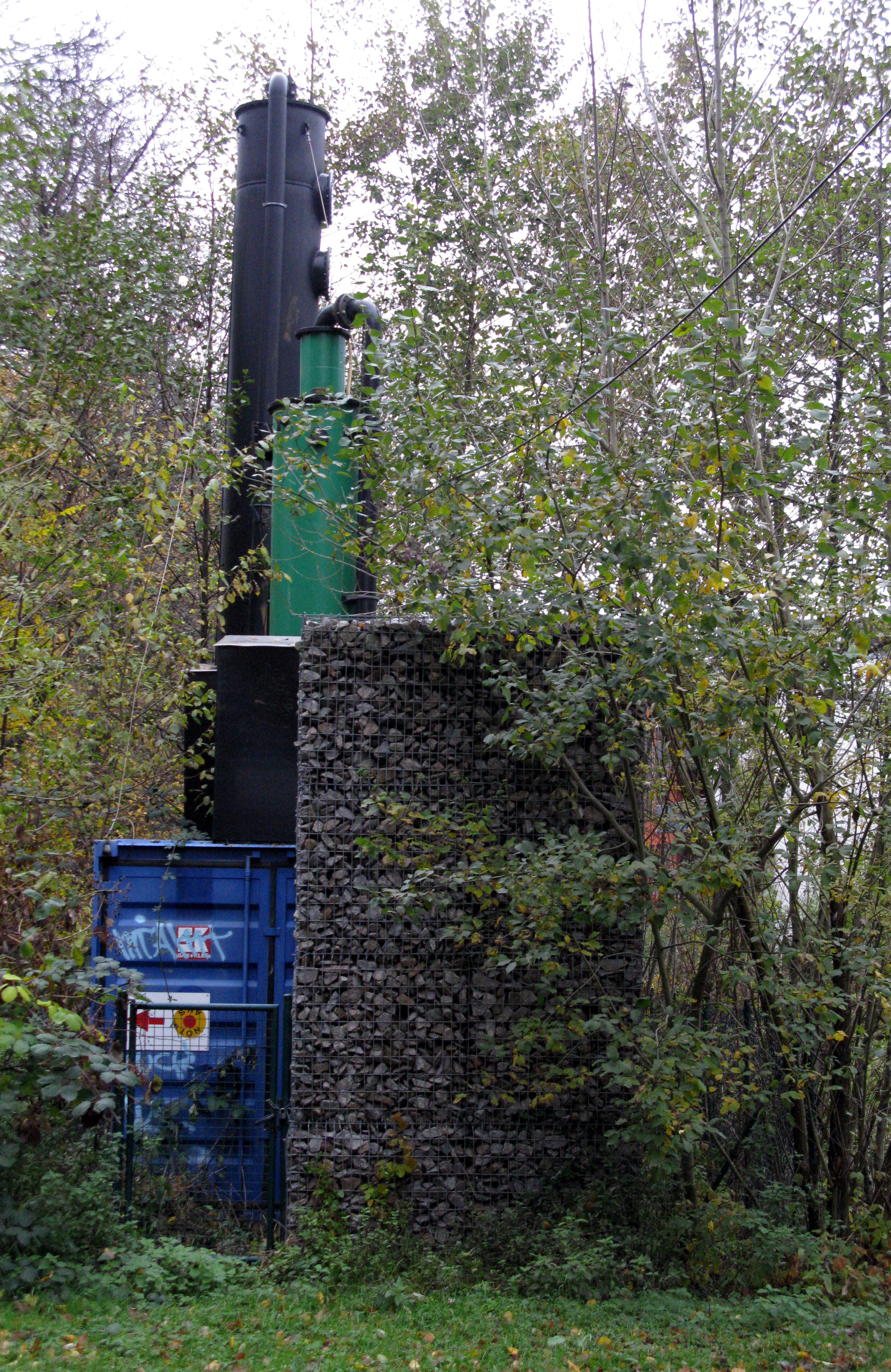
Poprzednia instalacja na potoku Dorfbach do oczyszczania wód gruntowych z węglowodorów

Kluczową cechą projektu Vauban jest szerokie uczestnictwo obywateli poprzez stowarzyszenie Forum Vauban, którego działania skupiają się na takim kształtowaniu dzielnicy, by odpowiadała wzrorcom zrównoważonego rozwoju. Stowarzyszenie powstało w 1994 r. z inicjatywy Matthiasa-Martina Lübke i Andre Heussa. We współpracy z kilkoma radnymi, a częściowo wbrew burmistrzowi Fryburga i urbanistom z administracji miejskiej, udało się stowarzyszeniu włączyć ekologiczne i alternatywne impulsy do planowania dzielnicy. Opracowano i wdrożono nową koncepcję ruchu – bez samochodów i miejsc parkingowych. Nowoczesny system ogrzewania oparty jest na kogeneracyjnej elektrociepłownii zasilanej zrębkami drzewnymi. Ponadto zbudowano w dzielnicy bardzo wiele domów pasywnych. Po drugiej stronie potoku Dorfbach, w dzielnicy St. Georgen, od 1998 r. działa prowadzony przez stowarzyszenie integracyjny ośrodek dla dzieci i młodzieży o nazwie Kinderabenteuerhof. Obiekt o powierzchni 11 000 m², częściowo pozbawiony barier architektonicznych, zapewnia regularną opiekę połączoną z zabawą, sportem i nauką dla dzieci i młodzieży, jak również oferuje dorosłym szkolenia w zakresie rzemiosła, pracy ze zwierzętami, uprawy roślin i wiele innych. Alternatywne projekty powstały przede wszystkim w celu przekształcenia przy niewielkim nakładzie kosztów dawnych budynków koszarowych na cele mieszkalne. I tak np. samorządna i niezależna inicjatywa mieszkaniowa S.U.S.I. doprowadziła do powstania obiektu z kwaterami dla studentów i mieszkaniami socjalnymi. W jednym z budynków dawnych koszar utworzono samorządne kulturalno-społeczne centrum dzielnicy – Haus 037. Swoistym ruchem oddolnym było zajęcie przez skłotersów wiosną 2005 r. tych budynków koszarowych, które miały zostać wyburzone. Obecnie mieszkańcy Vauban angażują się w działalność licznych innych i różnorodnych stowarzyszeń, jak np. Stadtteilverein Vauban, Quartiersarbeit Vauban i inne.

## Transport miejski i prywatny

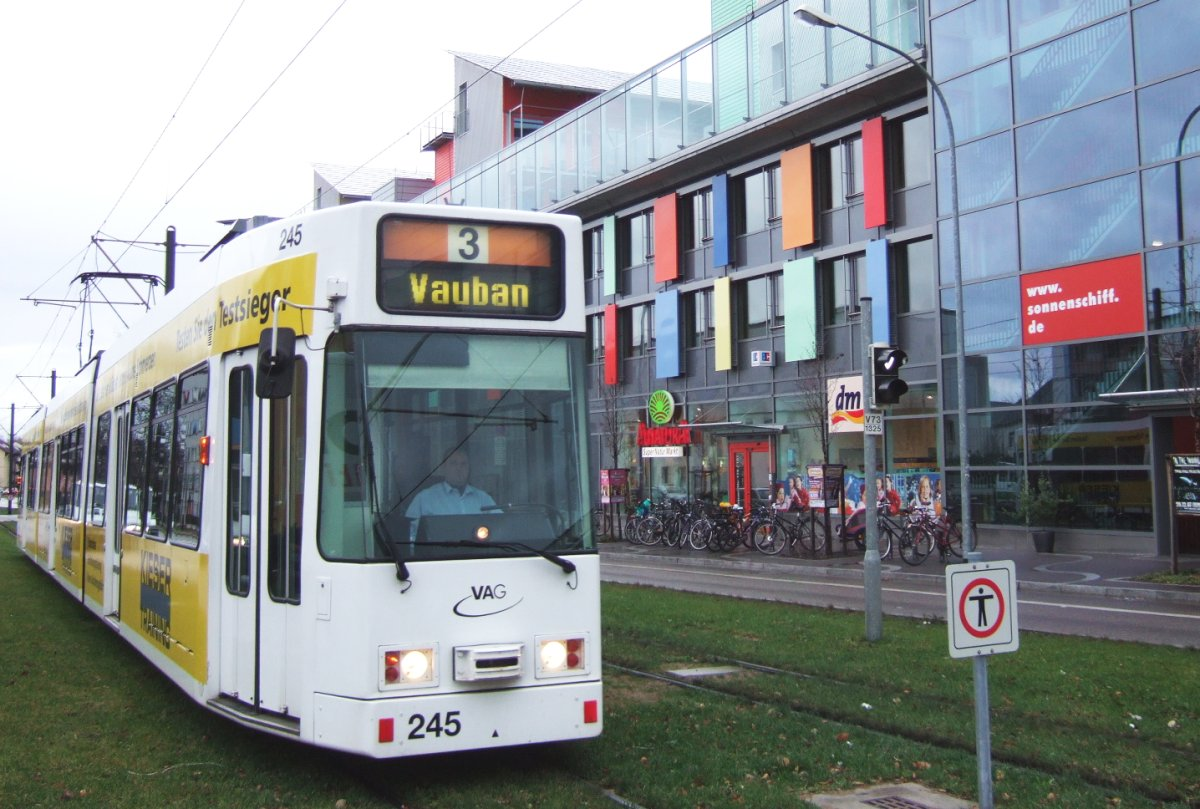
Tramwaj typu GT8Z przed budynkiem „Sonnenschiff”

Ambicją Forum Vauban było też zrealizowanie na terenie Vauban systemu zrównoważonego transportu. Priorytetem było jak najszybsze przyłączenie do sieci tramwajowej Fryburga, co też nastąpiło w kwietniu 2006 r. Jej operatorem jest miejskie przedsiębiorstwo Freiburger Verkehrs AG (VAG). Linia tramwajowa nr 3 ma w dzielnicy trzy przystanki. Pierwszy z nich od strony miasta – Paula-Modersohn-Platz – jest wspólny z linią autobusową 7208 między Hexental a głównym dworzecem kolejowym Fryburga. Na ostatnim przystanku – Innsbrucker Straße – można się przesiąść na autobus nr 11 do St. Georgen. Nigdzie na terenie Vauban odległość między domem mieszkalnym a przystankiem tramwajowym nie przekracza 400 metrów.
Główne szlaki rowerowe, łączące Vauban z sąsiadującymi terenami, to szlaki z oznaczeniami FR 7 i FR 3, które prowadzone są drogami rowerowymi lub ulicami przyjaznymi rowerzystom. Szlak FR 7 prowadzi z Hexental wzdłuż arterii drogowej Merzhauser Straße, by połączyć się z dzielnicą Wiehre lub iść dalej do centrum miasta. Szlak FR 3 wzdłuż Lörracher Straße łączy Vauban z dzielnicami Haslach i Stühlinger. Wiele inicjatyw na rzecz ruchu rowerowego podejmuje osiedlowe stowarzyszenie Stadtverein Vauban.
Gospodarstwa domowe i mieszkańcy Vauban mogą zdecydować się na życie bez samochodu i bez parkowania. Właściciele samochodów zobowiązani są wykupić miejsce parkingowe (jednorazowo 18 tys. euro plus comiesięczna opłata) w jednym z dwóch garaży na obrzeżach dzielnicy. Na ulicach osiedlowych, będących strefami uspokojonego ruchu, także przed domem, parkowanie samochodu dozwolone jest jedynie na krótki czas, np. do rozładunku albo wysadzenia pasażera. Na dłużej można parkować tylko na opłaconym miejscu parkingowym. Niemający własnego samochodu lub korzystający z car-sharingu (w dzielnicy mieszka obecnie ok. 400 użytkowników 15 samochodów), muszą niemniej jednak wykupić za ok. 3500 euro jednostkę powierzchni (zarejestrowanej jako hipoteka), gdzie można stanąć samochodem, na wypadek, aby później kupiwszy samochód mogli nabyć prawa parkingowe. Większość ulic osiedlowych dzięki eliminacji miejsc parkingowych jest przyjaznym dzieciom miejscem do spędzania wolnego czasu, co przy bliskości terenów zieleni gwarantuje wyjątkowo wysoką jakość życia w przestrzeni miejskiej. Nad przestrzeganiem zasad życia na osiedlu bez samochodów czuwa założone przez pomysłodawców tej koncepcji ruchu drogowego stowarzyszenie Autofreiverein.

Na początku 2018 r. prawie wszystkie miejsca parkingowe w garażach osiedlowych zostały wykupione. Aby stworzyć możliwość parkowania, nie poświęcając na to terenu zieleni ze społecznościowym ogrodem osiedlowym i kopułą wierzbową, stowarzyszenie Autofreiverein organizuje pulę wynajmowanych miejsc parkingowych. Krytycy tej koncepcji narzekają na brak miejsc parkingowych dla osób odwiedzających Vauban. Ich ilość była niedostateczna jedynie tymczasowo w okresie, kiedy mieszkańcy parkowali samochody na miejscach przeznaczonych dla gości, a miejskie służby porządkowe nie przeprowadzały w dzielnicy kontroli. Od jesieni 2006 r. jednak odbywają się one regularnie, więc w ciągu dnia dostępna jest wystarczająca ilość miejsc parkingowych dla gości. Zdaniem stowarzyszenia Autofreiverein ok. 10-15 procent dorosłych mieszkańców próbuje ominąć przepisy dotyczące ruchu samochodowego, rejestrując samochody na osoby niemieszkające w Vauban, bądź w inny sposób. W 2018 r. gmina Merzhausen wprowadziła zatem dla swoich mieszkańców, którzy mieszkają na terenach graniczących z Vauban, imienne zezwolenia na parkowanie (Anwohnerparkausweis). 

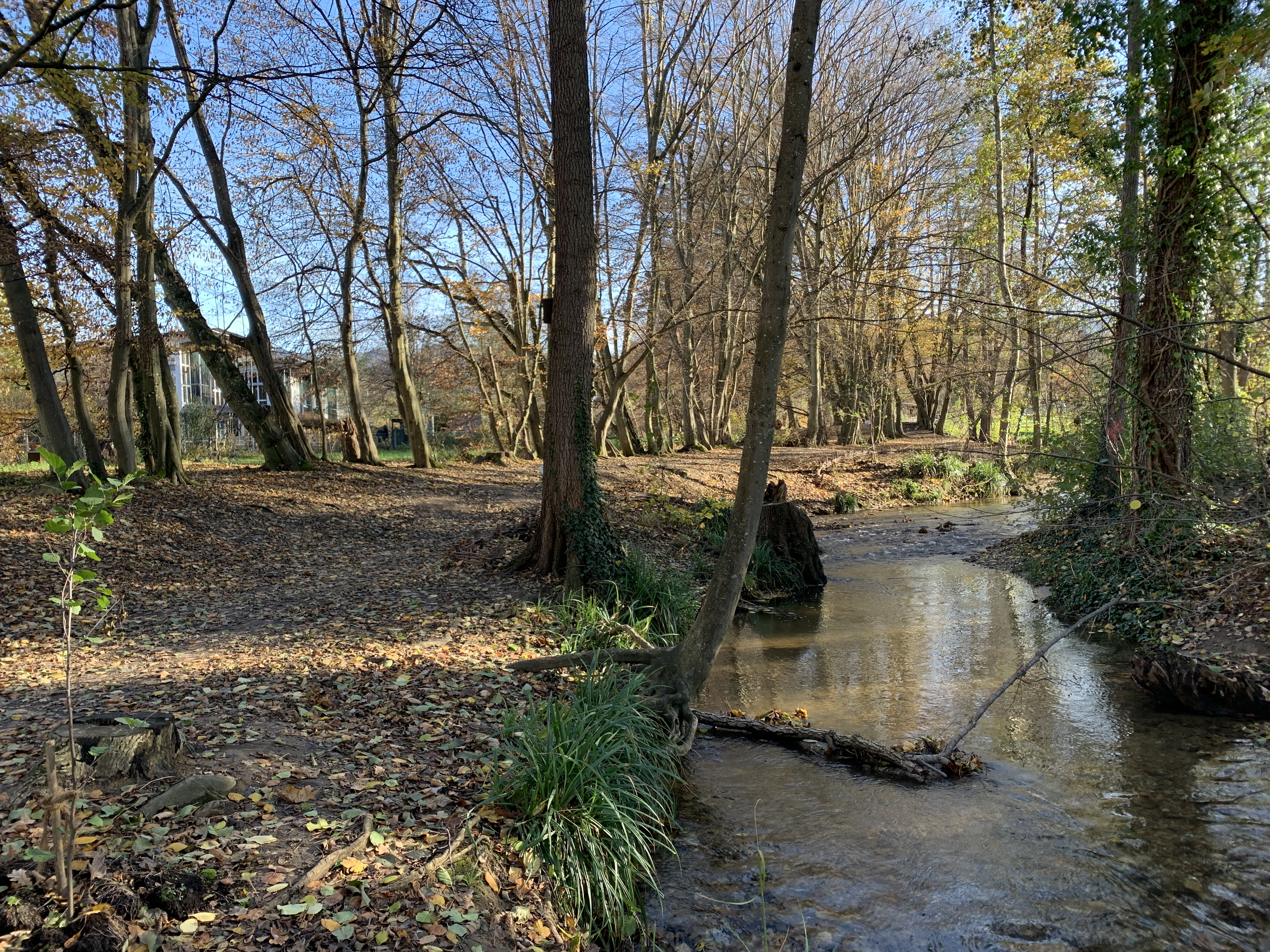
Potok Dorfbach niedaleko głównej ulicy Hexentalstraße, po lewej domy w Vauban

## Gospodarowanie wodą opadową
W ramach planu zabudowy i zagospodarowania terenu, dla części Vauban opracowano innowacyjną koncepcję odprowadzania wód opadowych, według której woda deszczowa i ścieki odprowadzane są oddzielnie. Zdecentralizowany system gospodarowania wodą deszczową odnosi się do obszarów publicznych i prywatnych i ma na celu ograniczenie spływu powierzchniowego. Odbywa się to dzięki takim rozwiązaniom jak zielone dachy, przepuszczalne nawierzchnie terenów płaskich (np. chodników), tereny zieleni, zadrzewienie oraz zbieranie deszczówki. Wody opadowe zbierane są w połączonym systemie rynsztoków, rowów retencyjnych i kanałów z możliwością, w przypadku np. ulewy, swobodnego przelewu do potoku Dorfbach. Prowadzi to do retencji, infiltracji i odprowadzenia wód ze spływu powierzchniowego. Badania przeprowadzone na uniwersytecie we Fryburgu wykazały wysoki poziom skuteczności działania tego systemu: w 2011 r. spływ powierzchniowy zmniejszono o 87%, a w 2012 r. o 66%. Konstrukcje dachów wypełnionych żwirem lub porośniętych roślinnością mogą prowadzić do zmniejszenia odpływu z dachu o 40 do 70%, a jednocześnie opóźnić szczytowe momenty odpływu. Zarówno porośnięte naturalną roślinnością rowy retencyjne, jak i zielone dachy tworzą siedliska dla owadów i dodatnio wpływają na jakość otoczenia.

## Galeria zdjęć

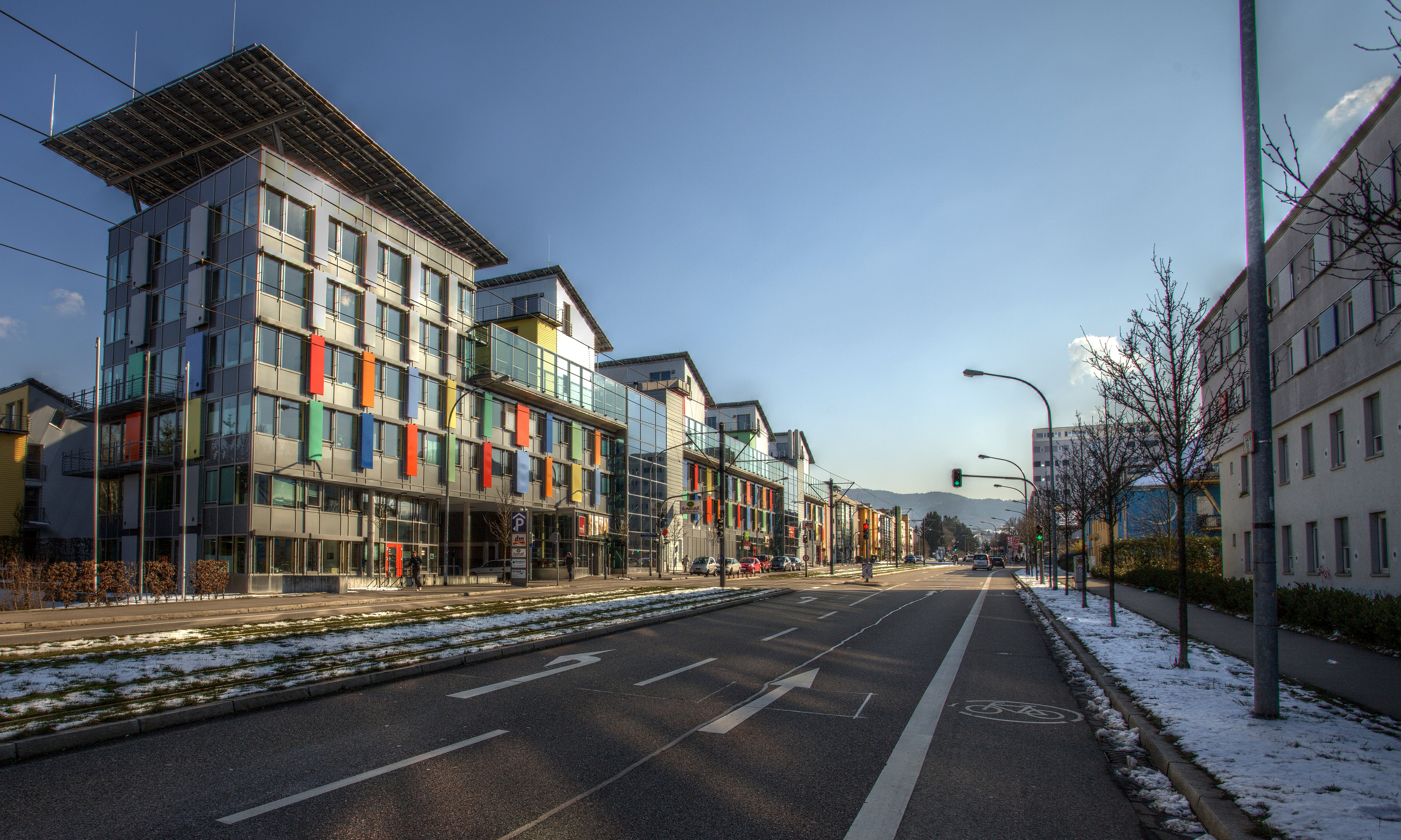
Merzhauser Straße
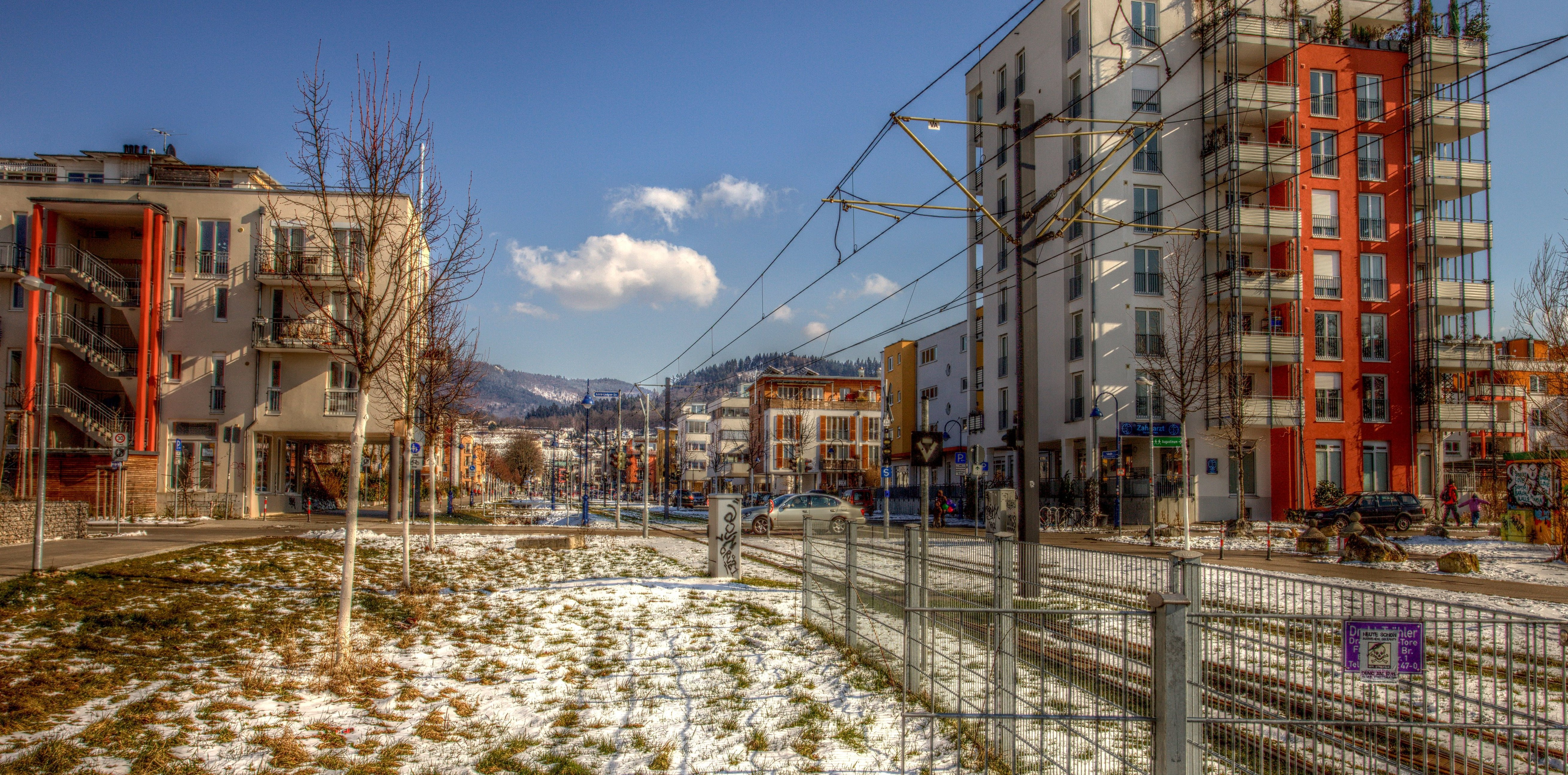
Vaubanallee
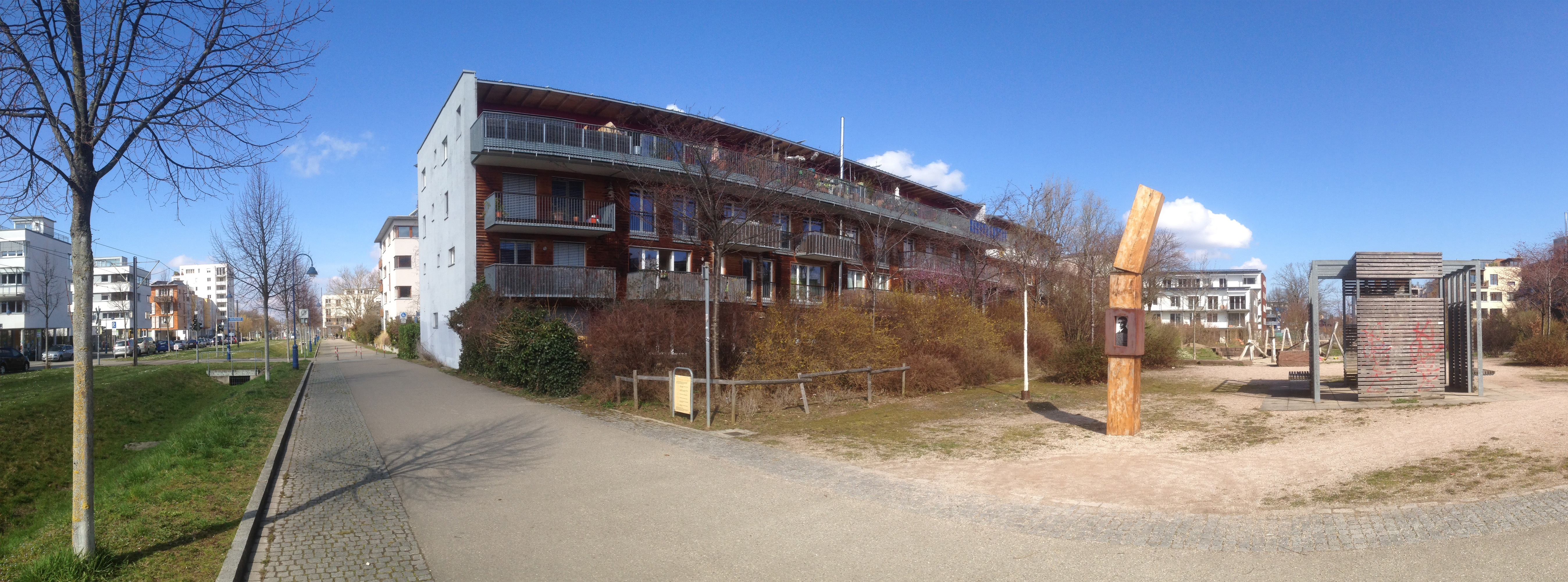
Pomnik pamięci Elsera na Vaubanallee
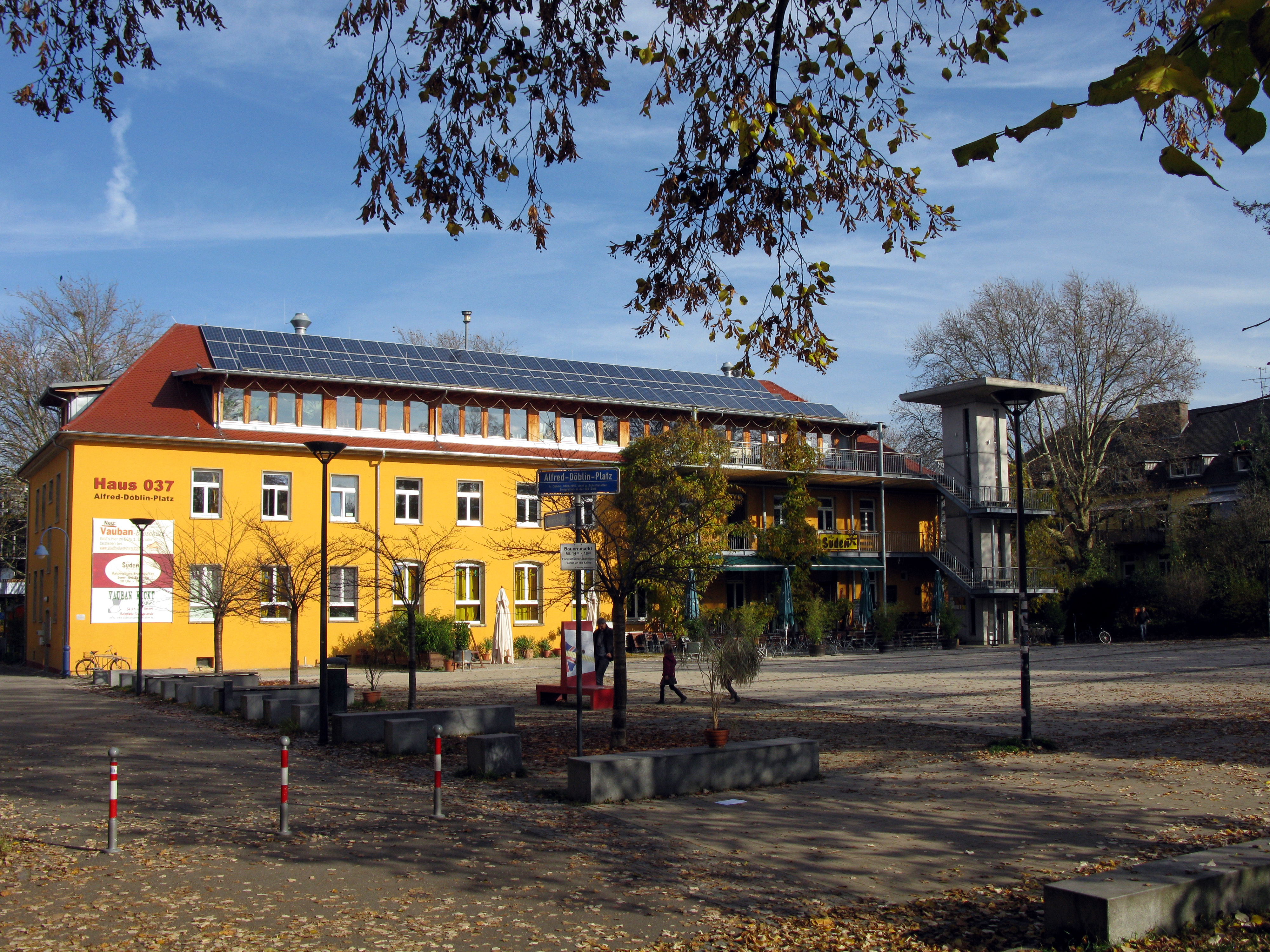
Alfred-Döblin-Platz